# Campeonato Tocantinense de Futebol de 2017 - Segunda Divisão
A Segunda Divisão do Campeonato Tocantinense de Futebol de 2017 foi a 9ª edição do torneio estadual do Tocantins. A competição deu duas vagas ao Campeonato Tocantinense de Futebol de 2018 que foram elas a campeã Araguaína e o vice Palmas . Dez equipes  disputaram as duas vagas.

## Forma de disputa
O Campeonato será disputado em 04 (quatro) fases de acordo com os parágrafos constantes
deste artigo.
Na primeira fase as 10 equipes foram divididas em 2 grupos com 5 equipes cada denominados “A” e “B”, onde as equipes jogarão entre si, conforme tabela, em jogos de ida e volta, dentro de cada grupo e somatória de pontos, classificando-se para 2ª fase, as 4 associações que somar o maior número de pontos ao final da 1ª fase em cada grupo, totalizando 8 equipes classificadas para disputa da 2ª fase.
As 8 equipes classificadas irão disputar as quartas de final no sistema de jogo de ida e volta. Onde 4 equipes se classificarão para a nova etapa.
Nas semifinais o sistema permanece nos jogos de ida e volta onde se classificarão as duas equipes finalistas e que disputarão a 1ª divisão de 2018.
Na final as duas equipes jogarão no sistema de ida e volta, a que somar mais pontos, será declarada campeã.

## Critérios de desempate
Caso duas equipes terminem a fase final empatadas em pontos, utilizam-se os seguintes critérios de empate:
1. 1) Maior número de vitórias;
2. 2) Melhor saldo de gols;
3. 3) Maior número de gols-pró;
4. 4) Confronto direto;
5. 5) Menor número de gols sofridos;
6. 6) Sorteio na sede da FTF.

## Equipes participantes
Notas
1. ↑  Apesar de o clube ter sido suspenso por 3 anos de disputar competições oficiais da Federação Tocantinense de Futebol, a suspensão foi revogada e o clube pode disputar o campeonato [2]